# جامعة شيكاغو برتزكر مدرسة الطب
جامعة شيكاغو برتزكر مدرسة الطب (بالإنجليزية: University of Chicago Pritzker School of Medicine)‏ هي إحدى الكليات لتدريس الطب في الولايات المتحدة الأمريكية. تقع في مدينة شيكاغو في ولاية إلينوي الأمريكية. نوع الشهادة الطبية التي يتم تحصيلها هناك هي دكتور في الطب.